# 張喜燕
張 喜燕（チャン・シヤン、ちょう きえん、英: Zhang Xi Yan、1980年4月22日 - ）は、中華人民共和国の元プロボクサーである。吉林省出身。元WIBA世界バンタム級王者。元WBA世界スーパーフライ級王者。中国初のプロボクシング世界王者とされる。プロボクシング時代の戦績は10戦7勝（2KO）2敗1分。
また前歴のアマチュア女子ボクシング時代には金メダルを獲得している。2012年のロンドンオリンピックで女子ボクシング競技採用を受け、プロを辞してアマチュアに復帰した。

## 来歴
1999年より国内のアマチュア大会でタイトルを獲得。国際大会でも2002年AIBA世界女子ボクシング選手権と2004年ワールドカップで金メダルを獲得。
2008年北京オリンピックへの出場を目標としていたが、女子ボクシングがオリンピック種目に入れなかったため、プロに転向。
2005年12月24日、プロデビュー。
2006年4月15日、プロ2戦目でアリシア・アシュレーとWIBAバンタム級王座を争い、判定で王座獲得。
11月4日、ステファニー・ビアンキーニが持つWBCフライ級王座に挑むが引き分けで王座獲得ならず。
2007年7月27日、WIBCスーパーフライ級王座も獲得し、2階級制覇達成。
同年10月9日、韓国の金ハナが持つWBA女子同級王座に挑戦。判定の末王座を奪取し3冠。
2009年2月26日、後楽園ホールで天海ツナミの挑戦を受けるが、スプリットデシジョンで敗れ王座陥落。
その後、ロンドンオリンピックで女子採用が決まったことを受け、アマチュアに復帰した。